# Carex halleriana
Carex halleriana là một loài thực vật có hoa trong họ Cói. Loài này được Asso mô tả khoa học đầu tiên năm 1779.

## Hình ảnh

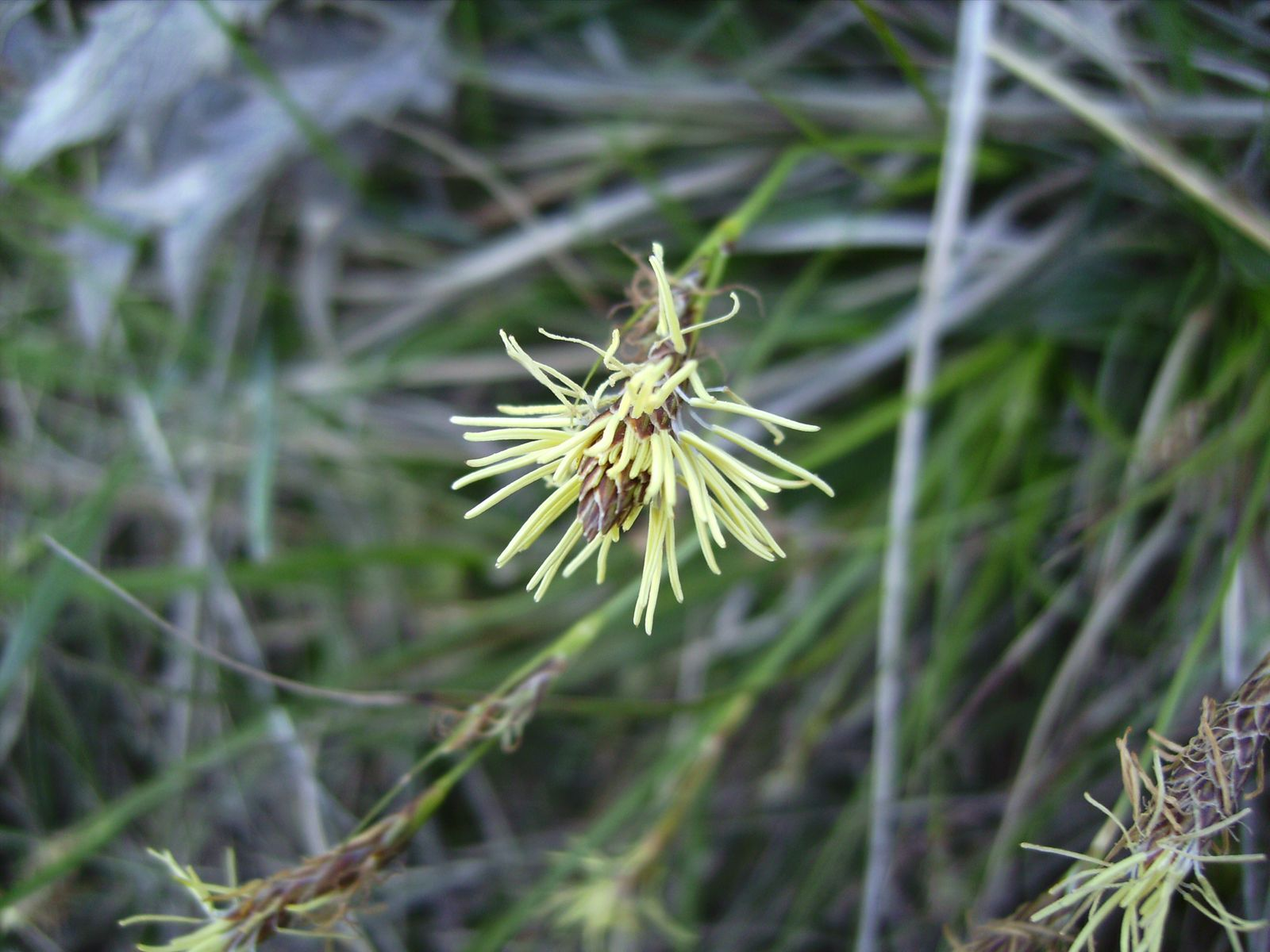
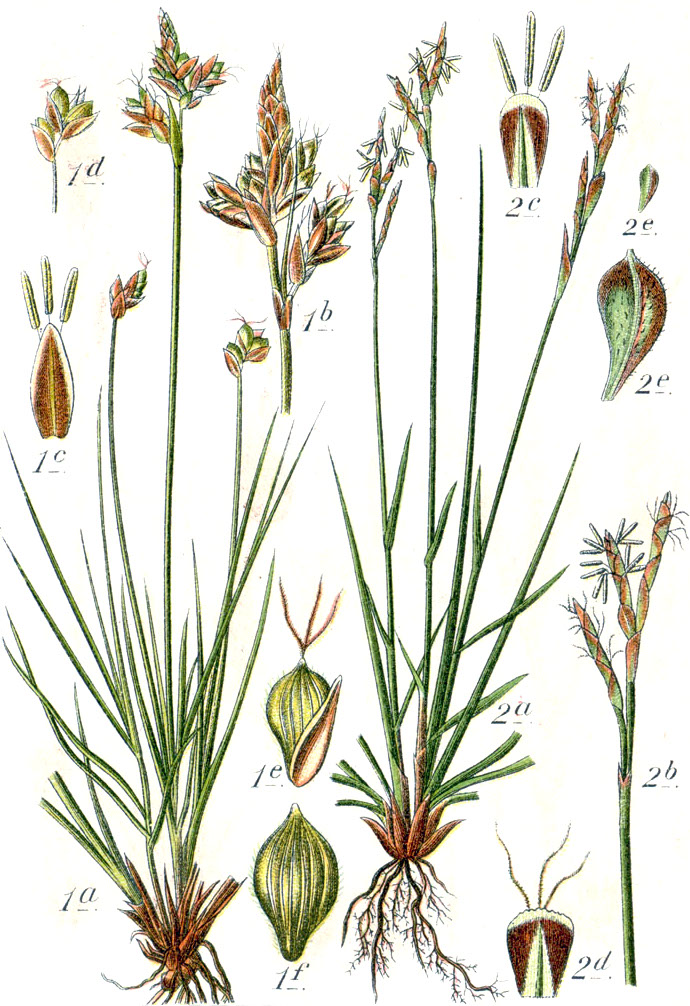